# Saison 1959-1960 des Celtics de Boston
La saison 1959-1960 des Celtics de Boston est la 14e saison de basket-ball de la franchise américaine de la National Basketball Association (généralement désignée par le sigle NBA).
Les Celtics jouent toutes leurs rencontres à domicile au Boston Garden. Entraînée par Red Auerbach, l'équipe réussit à terminer en tête de la saison régulière de la Division Est.
Les Celtics gagnent leur 3e titre NBA (et le second consécutif) en battant en finale les Hawks de Saint-Louis quatre victoires à trois.

## Historique

### Draft
| Tour | Choix | Joueur            | Poste | Nationalité | Provenance        |
| ---- | ----- | ----------------- | ----- | ----------- | ----------------- |
| 1    | 6     | John Richter      | F     | États-Unis  | NC State          |
| 2    | 14    | Gene Guarilia     | F     | États-Unis  | George Washington |
| 3    | 22    | Ralph Crosthwaite | C     | États-Unis  | Western Kentucky  |
| 4    | 30    | Ed Kazakavich     | F     | États-Unis  | Scranton          |

### All-Star Game
Le NBA All-Star Game 1960 s'est déroulé le 22 janvier 1960 dans le Convention Hall de Philadelphie. Trois joueurs des Celtics sont retenus dans le cinq de départ de la sélection Est : Bob Cousy, Bill Russell et Bill Sharman. C'est la quatrième sélection consécutive dans le cinq de départ pour ces trois joueurs.  Les All-Star de l'Est ont battu les All-Star de l'Ouest 125-115.

### Saison régulière
| Division Est             | V  | D  | PCT  | GB |
| ------------------------ | -- | -- | ---- | -- |
| Celtics de Boston        | 59 | 16 | .787 | -  |
| Warriors de Philadelphie | 49 | 26 | .653 | 10 |
| Nationals de Syracuse    | 45 | 30 | .600 | 14 |
| Knicks de New York       | 27 | 48 | .360 | 32 |

### Playoffs
|  | Demi-finales de Division | Demi-finales de Division | Demi-finales de Division |                       |   | Finales de Division | Finales de Division | Finales de Division |  |  | Finales NBA | Finales NBA    | Finales NBA |
|  |                          |                          |                          |                       |   |                     |                     |                     |  |  |             |                |             |
|  |                          |                          |                          |                       |   |                     |                     |                     |  |  |             |                |             |
|  |                          | 1                        | Boston Celtics           | 4                     |   |                     |                     |                     |  |  |             |                |             |
|  | Division Est             | 1                        | Boston Celtics           | 4                     |   |                     |                     |                     |  |  |             |                |             |
|  |                          |                          | 2                        | Philadelphia Warriors | 2 |                     |                     |                     |  |  |             |                |             |
|  | 3                        | Syracuse Nationals       | 2                        | Philadelphia Warriors | 2 | 1                   |                     |                     |  |  |             |                |             |
|  | 3                        | Syracuse Nationals       |                          |                       |   | 1                   |                     |                     |  |  |             |                |             |
|  | 2                        | Philadelphia Warriors    | 2                        |                       |   |                     |                     |                     |  |  |             |                |             |
|  |                          |                          |                          |                       |   |                     |                     |                     |  |  | E1          | Boston Celtics | 4           |
|  |                          |                          | O1                       | Saint-Louis Hawks     | 3 |                     |                     |                     |  |  |             |                |             |
|  |                          |                          |                          |                       |   |                     |                     |                     |  |  |             |                |             |
|  |                          |                          |                          |                       |   |                     |                     |                     |  |  |             |                |             |
|  |                          | 1                        | Saint-Louis Hawks        | 4                     |   |                     |                     |                     |  |  |             |                |             |
|  | Division Ouest           | 1                        | Saint-Louis Hawks        | 4                     |   |                     |                     |                     |  |  |             |                |             |
|  |                          |                          | 3                        | Minneapolis Lakers    | 3 |                     |                     |                     |  |  |             |                |             |
|  | 3                        | Minneapolis Lakers       | 3                        | Minneapolis Lakers    | 3 | 2                   |                     |                     |  |  |             |                |             |
|  | 3                        | Minneapolis Lakers       |                          |                       |   | 2                   |                     |                     |  |  |             |                |             |
|  | 2                        | Detroit Pistons          | 0                        |                       |   |                     |                     |                     |  |  |             |                |             |

#### Finale de Division Est
- Celtics de Boston - Warriors de Philadelphie 4-2
  - 16 mars : Philadelphie - Boston 105-111[2]
  - 18 mars : Boston  - Philadelphie 110-115[3]
  - 19 mars : Philadelphie - Boston 90-120[4]
  - 20 mars : Boston - Philadelphie 112-104[5]
  - 22 mars : Philadelphie - Boston 128-107[6]
  - 24 mars : Boston - Philadelphie 119-117[7]

### Finales NBA
- Celtics de Boston - Hawks de Saint-Louis 4-3
  - 27 mars : Saint-Louis - Boston 122-140[8]
  - 29 mars : Saint-Louis - Boston 113-103[9]
  - 2 avril : Boston - Saint-Louis 102-86[10]
  - 3 avril : Boston - Saint-Louis 96-106[11]
  - 5 avril : Saint-Louis - Boston 102-127[12]
  - 7 avril : Boston - Saint-Louis 102-105[13]
  - 9 avril : Saint-Louis - Boston 103-122[14]

## Effectif

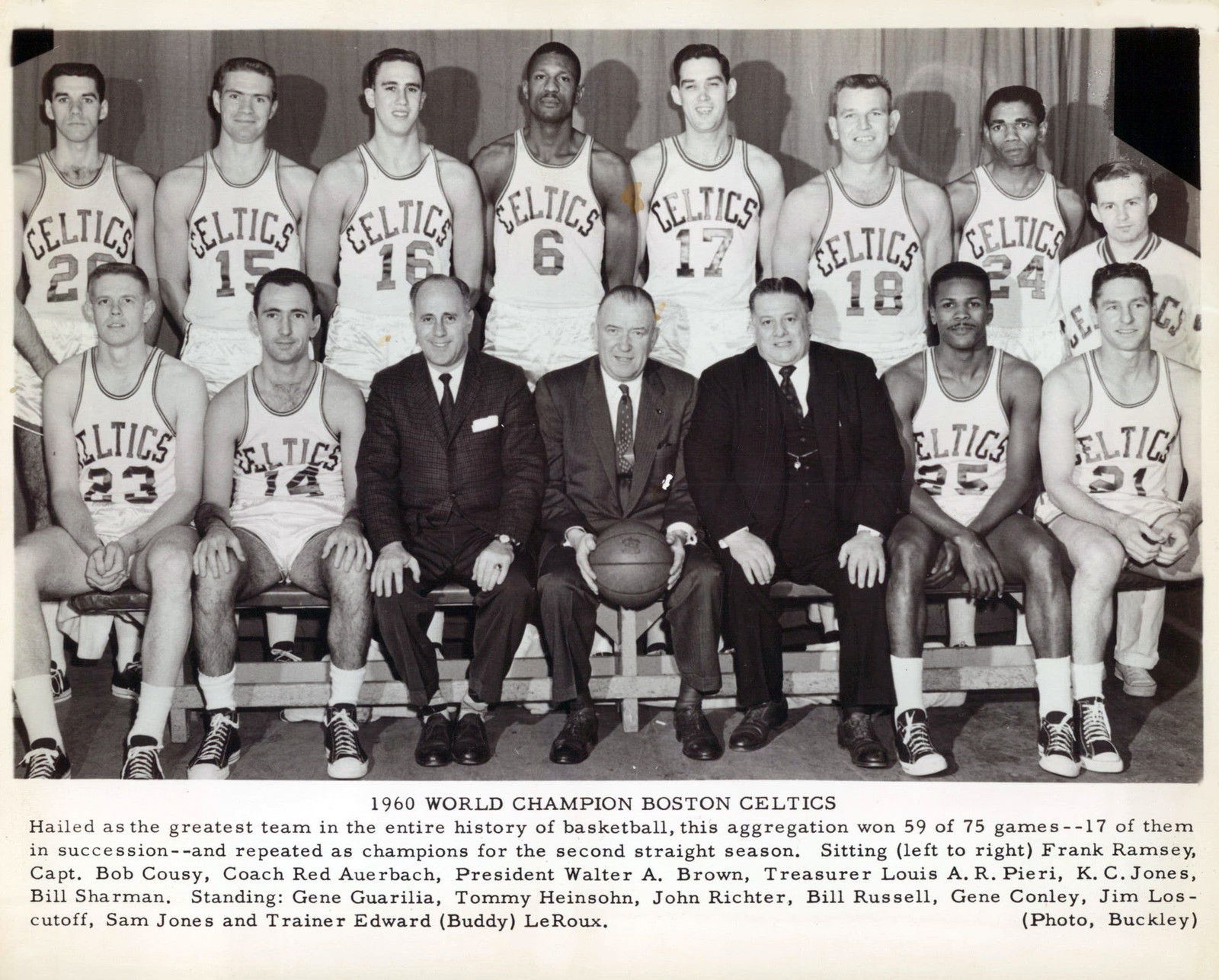
L'équipe en 1959-60.

| Pos. | Cinq de Départ | Banc          | Réserve          | Inactifs |
| ---- | -------------- | ------------- | ---------------- | -------- |
| Pi   | Bill Russell   | Gene Conley   |                  |          |
| AiF  | Tom Heinsohn   | John Richter  |                  |          |
| Ai   | Frank Ramsey   | Gene Guarilia | Jim Loscutoff () |          |
| Ar   | Bill Sharman   | Sam Jones     | Maury King       |          |
| Me   | Bob Cousy      | K.C. Jones    |                  |          |

## Statistiques

### Saison régulière
| Joueur        | Matchs | Min./m. | % Tir | % LF | Rbds/m. | Pass/m. | Pts/m. |
| ------------- | ------ | ------- | ----- | ---- | ------- | ------- | ------ |
| Gene Conley   | 71     | 18.7    | .373  | .667 | 8.3     | 0.5     | 6.7    |
| Bob Cousy     | 75     | 34.5    | .384  | .792 | 4.7     | 9.5     | 19.4   |
| Gene Guarilia | 48     | 8.8     | .377  | .707 | 1.8     | 0.4     | 3.0    |
| Tom Heinsohn  | 75     | 32.3    | .423  | .733 | 10.6    | 2.3     | 21.7   |
| K.C. Jones    | 74     | 17.2    | .408  | .753 | 2.7     | 2.6     | 6.3    |
| Sam Jones     | 74     | 20.4    | .454  | .764 | 5.1     | 1.7     | 11.9   |
| Maurice King  | 1      | 19.0    | .625  | .000 | 4.0     | 2.0     | 10.0   |
| Jim Loscutoff | 28     | 19.1    | .322  | .611 | 3.9     | 0.4     | 5.5    |
| Frank Ramsey  | 73     | 27.5    | .397  | .787 | 6.9     | 1.9     | 15.3   |
| John Richter  | 66     | 12.2    | .340  | .504 | 4.7     | 0.4     | 4.3    |
| Bill Russell  | 74     | 42.5    | .467  | .612 | 24.0    | 3.7     | 18.2   |
| Bill Sharman  | 71     | 27.0    | .456  | .866 | 3.7     | 2.0     | 19.3   |

### Playoffs
| Joueur        | Matchs | Min./m. | % Tir | % LF  | Rbds/m. | Pass/m. | Pts/m. |
| ------------- | ------ | ------- | ----- | ----- | ------- | ------- | ------ |
| Gene Conley   | 13     | 20.7    | .386  | .727  | 8.9     | 0.2     | 6.5    |
| Bob Cousy     | 13     | 36.0    | .305  | .765  | 3.7     | 8.9     | 15.3   |
| Gene Guarilia | 7      | 5.9     | .222  | 1.000 | 2.7     | 0.4     | 2.0    |
| Tom Heinsohn  | 13     | 32.5    | .419  | .750  | 9.7     | 2.1     | 21.8   |
| K.C. Jones    | 13     | 17.8    | .338  | .773  | 3.5     | 1.1     | 5.5    |
| Sam Jones     | 13     | 15.2    | .385  | .810  | 3.2     | 1.4     | 8.2    |
| Frank Ramsey  | 13     | 35.3    | .413  | .873  | 7.7     | 2.1     | 16.7   |
| John Richter  | 8      | 11.9    | .395  | .357  | 3.6     | 0.3     | 4.4    |
| Bill Russell  | 13     | 44.0    | .456  | .707  | 25.8    | 2.9     | 18.5   |
| Bill Sharman  | 13     | 28.0    | .421  | .811  | 3.5     | 1.5     | 16.8   |

## Récompenses
- Bob Cousy, All-NBA First Team
- Bill Russell, All-NBA Second Team
- Bill Sharman, All-NBA Second Team